# سپاه محلی (امپراتوری روسیه)
سپاه محلی (به روسی: Низовой корпус) که با نام سپاه ایرانی (به روسی: Персидский корпус) نیز شناخته می‌شود، یک سپاه از نیروی زمینی امپراتوری روسیه از زمان پتر کبیر بود که در سال ۱۷۲۱ میلادی برای محافظت از مواضع روسیه در سواحل دریای خزر و شمال ایران و پس از لشکرکشی پتر به ایران صفوی در سال ۱۷۲۲ ایجاد شد که بعداً به تابعیت روسیه در آمد. این سپاه وظیفهٔ حفاظت از قلمروهای تصرف‌شده از ایران صفوی را بر عهده داشت.
موفقیت‌های روسیه در جریان لشکرکشی و نیز تهاجم ارتش عثمانی به ماوراء قفقاز، ایران را مجبور به انعقاد پیمان صلح سنت پترزبورگ در ۱۲ سپتامبر ۱۷۲۳ کرد که بر اساس آن دربند، باکو، رشت، ولایات شیروان، گیلان، مازندران و استرآباد به قلمرو روسیه الحاق شدند.

## نام
این سپاه نظامی در منابع تاریخی با نام‌های گوناگونی شناخته می‌شود. پرکاربرد‌ترین آنها «سپاه محلی» (به روسی: Низовой корпус) یا «سپاه عوام» (به روسی: Низовый корпус) هستند. این سپاه همچنین در منابع روسی «سپاه پارسی (ایرانی)» (به روسی: Персидский корпус) هم نامیده شده است.

## تاریخچه و تشکیلات
سپاه محلی با فرمان پتر کبیر امپراتور روسیه در سال ۱۷۲۱، از ۹ هنگ تشکیل شد. هنگامی که تهاجم روسیه به ایران در سال ۱۷۲۲ آغاز شد، ۲۰ گردان برای این جنگ اعزام شدند که هرکدام از گردان‌ها در سال ۱۷۲۳ به نام فرماندهٔ خود نام‌گذاری شد. به درخواست ژنرال میخائیل ماتیوشکین فرماندهٔ سپاه محلی در سال ۱۷۲۴، این ۲۰ گردان در قالب ۹ هنگ پیاده‌نظام سازمان‌دهی شدند که هر هنگ از ۲ گردان، و هر گردان از ۴ گروهان تشکیل شده بود. هر یک از این هنگ‌ها، نام یکی از سرزمین‌های تصرف‌شده را به خود گرفت که شامل هنگ‌های: استرآباد، دربند، باکو، شیروان، انزلی، رشت، هیرکان، مازندران، داغستان بود.
پس از پیمان صلح در سال ۱۷۲۳، این سپاه در استان‌های اشغالی ماندند. در پایان سلطنت پتر کبیر، سپاه محلی متشکل از ۱۲۴۰۰ نفر بود. تا پایان سال ۱۷۲۵، هنگ پیاده‌نظام گسکر نیز به نه هنگ اول اضافه شد. در آن زمان بود که این مجموعه هنگ‌های  مستقر در این استان‌ها نام سپاه محلی را دریافت کردند. در تابستان ۱۷۲۶، ۵ هنگ پیادهٔ دیگر شامل دو گردان برای تقویت سپاه محلی از روسیه اروپایی به ایران فرستاده شد: هنگ‌های رانکوه، لنکران، کرگانرود، آستارا و اُجارود. علاوه بر این‌ها، این سپاه شامل دراگون‌ها، هوسارها، کازاک‌ها و دسته‌های سواره‌نظام ملی بود که تعداد و ترکیب آنها دائماً در حال تغییر بود.
در سپتامبر ۱۷۳۱، بیشتر نیروهای سپاه محلی در گیلان مستقر بودند به طوری که هفت هنگ (شامل هنگ‌های رشت، مازندران، استرآباد، هیرکان، انزلی، گسکر و رانکوه) در مرکز گیلان مستقر بوده و چهار هنگ (شامل هنگ‌های لنکران، کرگانرود، آستارا و کُر) در آستارا بودند. دو هنگ (شامل هنگ‌های باکو و شیروان) در قلعه باکو، دو هنگ (شامل هنگ‌های دربند و داغستان) در دربند، و سرانجام هفت هنگ دراگون به همراه هنگ پیادهٔ تنکینسکی نیز در قلعه صلیب مقدس واقع در داغستان بودند.
در ژوئن ۱۷۳۲ و پس از انعقاد عهدنامه رشت، استان‌های فتح شده توسط پیتر کبیر به ایران بازگردانده شد. هنگ‌های سپاه محلی نیز به روسیه بازگشتند و این سپاه از سال بعد منحل شده بود.

## فهرست فرماندهان
فهرست فرماندهان ارشد سپاه محلی از سال تاسیس تا انحلال در ۱۷۳۳ میلادی به شرح زیر است:
- از ۱۷۲۲ - سرلشکر، سپهبد میخائیل آفاناسیویچ ماتیوشکین [ru]
- از ۱۷۲۶ - ژنرال کل (از ۱۷۲۸ ژنرال فیلد مارشال) پرنس واسیلی ولادیمیرویچ دولگوروکوف [ru]
- از ۱۷۲۸ - سپهبد الکساندر ایوانوویچ رومیانتسف [ru]
- از ۱۷۳۰ - سپهبد واسیلی یاکولوویچ لواشوف [ru]
- از ۱۷۳۲ - ژنرال سپهبد پرنس لودویگ ویلهلم از هسن هومبورگ [ru]
- از ۱۷۳۳ - ژنرال واسیلی یاکولوویچ لواشوف [ru]

## پرچم
در ۱۸ اکتبر ۱۷۳۵، امپراتریس آنا دستور داد که به هنگ‌های سپاه محلی سابق بنرهایی اعطا شود که یک مورد سفید رنگ و بقیه به رنگ‌های تصادفی بودند. بر روی بنرهای سفید به جای تمثال سنت جورج، نشان دولتی با تک‌نگار امپراتور گلدوزی شده بود. برای رنگی‌ها فقط یک مونوگرام امپراتور آنا روی یک سپر طلایی زیر تاج امپراتوری در یک پس‌زمینه آبی به تصویر کشیده شده بود.

## ضرر و زیان
این سپاه در مقابل هزینه‌هایش دستاوردهای اندکی داشت. در عین سرمایه‌گزاری و کمیت بالای آن، این سپاه نتوانست پس از خیزش دوباره ایران (در زمان نادرشاه) دوام بیاورد و مواضع روسیه را حفظ کند. در این فاصله و حتی به جهت دشواری‌های غیرنظامی، این سپاه متوجه خساراتی سنگین شد. مورخ معاصر روسی 
ایگور ولادیمیرویچ کوروکین در این باره می‌گوید:
«در عرض ده سال، یک ارتش کامل به سپاهی کوچک تبدیل شد؛ بیش از ۷۰ هزار سرباز و تقریباً نیمی از آنها نه در نبردها، بلکه به دلیل گرمازدگی در مناطق بد آب و هوا جان باختند. همچنین لازم است مرگ ملوانانی که کشتی‌های ناوگان خزر را ساختند و وسایل، آذوقه و تجهیزات را حمل می‌کردند و نیز پنج هزار کارگر که تقریباً همگی از شدت سختی جان باختند را به حساب بیاوریم...»